# ジュリアン・フォーセット
ジュリアン・フォーセット（Juliann Christine Faucette、1989年11月25日 - ）は、アメリカ合衆国の女子バレーボール選手である。

## 来歴
バレーボール選手としてのキャリアは、2004年にサンディエゴのコーストバレーボールクラブに参加したことに始まった。2007年から2010年まではテキサス大学オースティン校代表チームでプレーし、この間2008年から全米代表チームに参加し、パンアメリカンカップに出場した。2011-12シーズンには、イタリアセリエA1のTiboni Urbino（イタリア語版）と契約、次シーズンにはFVブスト・アルシーツィオでプレーし、スーパーコッパイタリアで優勝を果たしている。
2013-14シーズンには中国バレーボールリーグの広東恒大に移籍し、2014年のパンアメリカンカップでは銀メダルを獲得している。2014-15シーズンはフランスリーグのRCカンヌに移籍し、江畑幸子とはチームメイトであった。
2017年11月6日、V・チャレンジリーグのKUROBEアクアフェアリーズ入団を発表した。登録名はジュリアン・ジョンソン。2017/18シーズン終了後、バレーボール選手としての活動を休止していたが、2020/21シーズンにイタリア・セリエAのベルガモに加入した。
ベルガモでのプレーの後再度選手活動を休止していたが、2024年に発足するリーグ・ワン・バレーボールでプレーすることが発表されている。

## 人物
- 3人の子供を育てるシングルマザーである[5]。

## 球歴
- アメリカ合衆国代表 - 2008年-
  - 2013年 - ワールドグランプリ
  - 2014年 - モントルーバレーマスターズ[6]

## 受賞歴
- 2007年 - オールアメリカン（ファーストチーム）選出
- 2009年
  - オールアメリカン（サードチーム）選出
  - NCAA女子バレーボール選手権 オールトーナメントチーム選出
- 2010年
  - オールアメリカン（ファーストチーム）選出
  - NCAA女子バレーボール選手権 MVP

## 所属チーム
- テキサス大学オースティン校（-2011年）
- Tiboni Urbino（2011-2012年）
- FVブスト・アルシーツィオ（2012-2013年）
- 広東恒大女子排球（2013-2014年）
- RCカンヌ（2014-2015年）
- 福建（2015-2016年）
- 広東恒大女子排球（2016-2017年）
- KUROBEアクアフェアリーズ（2017-2018年）
- バレー・ベルガモ（2020-2021年）
- LOVBオースティン（2024年-）